# JR東日本E257系電聯車
E257系是東日本旅客鐵道（JR東日本）的直流特急型電聯車。此車型是JR東日本為了替換直流電區間裡舊有的日本國有鐵道（國鐵）特急列車，而製造的新世代特急列車。E257系由JR東日本自行設計，此車輛構造與E653系和E751系相似，並於2002年獲鐵道友之會選為第45屆藍絲帶獎得獎列車。

## 列車形式

### 0番台
0番台是用以替換中央本線一直以來使用的老化的183系、189系，由日立製作所、近畿車輛、東急車輛製造共同製造。車身以白色為主色、車身側面以放大的武田菱做裝飾，而每輛車的顏色配合也有不同。門側的目的地顯示器顯示沿線的風景、列車目的地和號碼。
基本編組為MT比5M4T的9節編組、増結用的附屬編組為1M1T的2節編組。一般在松本車站進行増解結作業。於新宿、東京方向，附屬編組為第一、二節，而基本編組為第三至十一節。在只用基本編組編制時，車號依然是第三至十一節，這是因為方便編配座位。「綠色車廂」（頭等）固定為第八節的其中一半，與普通等共構。
本系在2001年12月1日的JR列車時刻改正後，開始行走中央本線特急列車「梓」其中3往復。2002年3月23日，特急「甲斐路」5往復亦使用本系列車行走。同年7月1日梓號殘留的4往復、中央Liner、青梅Liner，12月1日的所有剩餘的「梓」號全數由以往的日本國鐵183系電聯車和日本國鐵189系電聯車改用本系列車行走。在2003年開始東海道本線的湘南Liner也使用此系列車，連每日1往返的篠之井線松本車站~信越本線長野車站間的快速列車也使用此系列車行走。期間也因為行走「超級『梓』號」列車的E351系故障而代走，但因為E257系不是摆式列车，轉彎速度比E351系慢，所以在這些狀況，車程會被拖延。
在2007年，松本車輛管理中心擁有9節編組16組與2節附屬編組5組，共計154節在服役中。全檢作業由長野綜合車輛中心負責。
JR為配合2007年放映的NHK大河劇《風林火山》把M116編成的E257的正面和側面塗上風林火山圖案，以供臨時特急列車「風林火山」號優先運用。
伴隨著E353系投入服務，2019年3月15日起結束在中央本線的定期特急列車服務。其後剩餘的16列編組，有13列順序翻新成為「踊子號列車」的2000番台，改隸屬於大宮総合車両中心東大宮中心。取代了185系。
而付屬編成的5列（10両），結束定期運用後則暫存於長野総合車両中心，2020年6月15日起本系列開始廢車。同年9月全編成完成解體，將會改造成基本編成。
餘下3列的未改造0番台編組和附屬編成的廢車則暫存於松本車両中心。2021年順序改造為5000番台，M-111編成為最後的0番台列車。

#### 室內

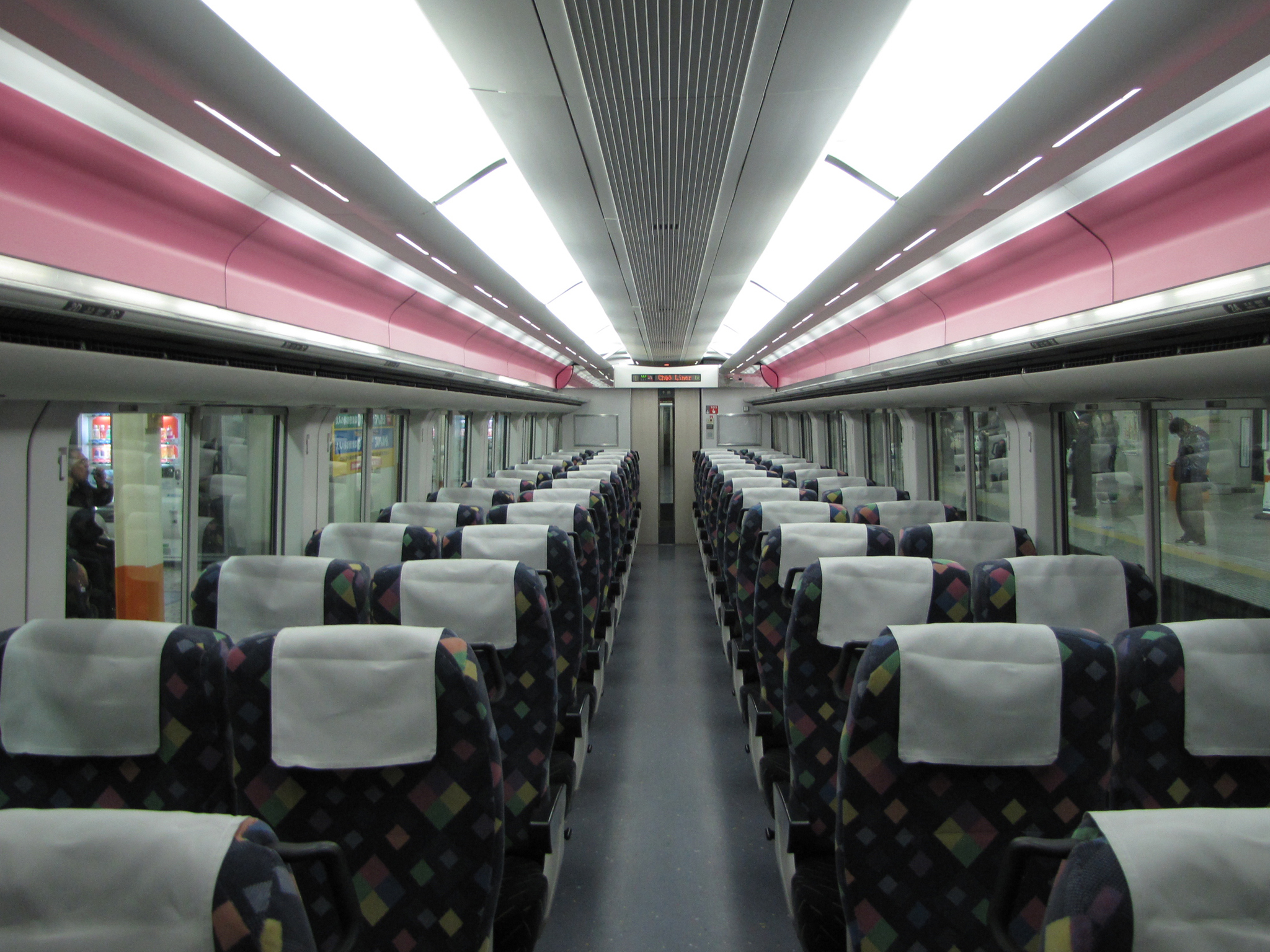
普通車車内（0番台車輛 1号車）
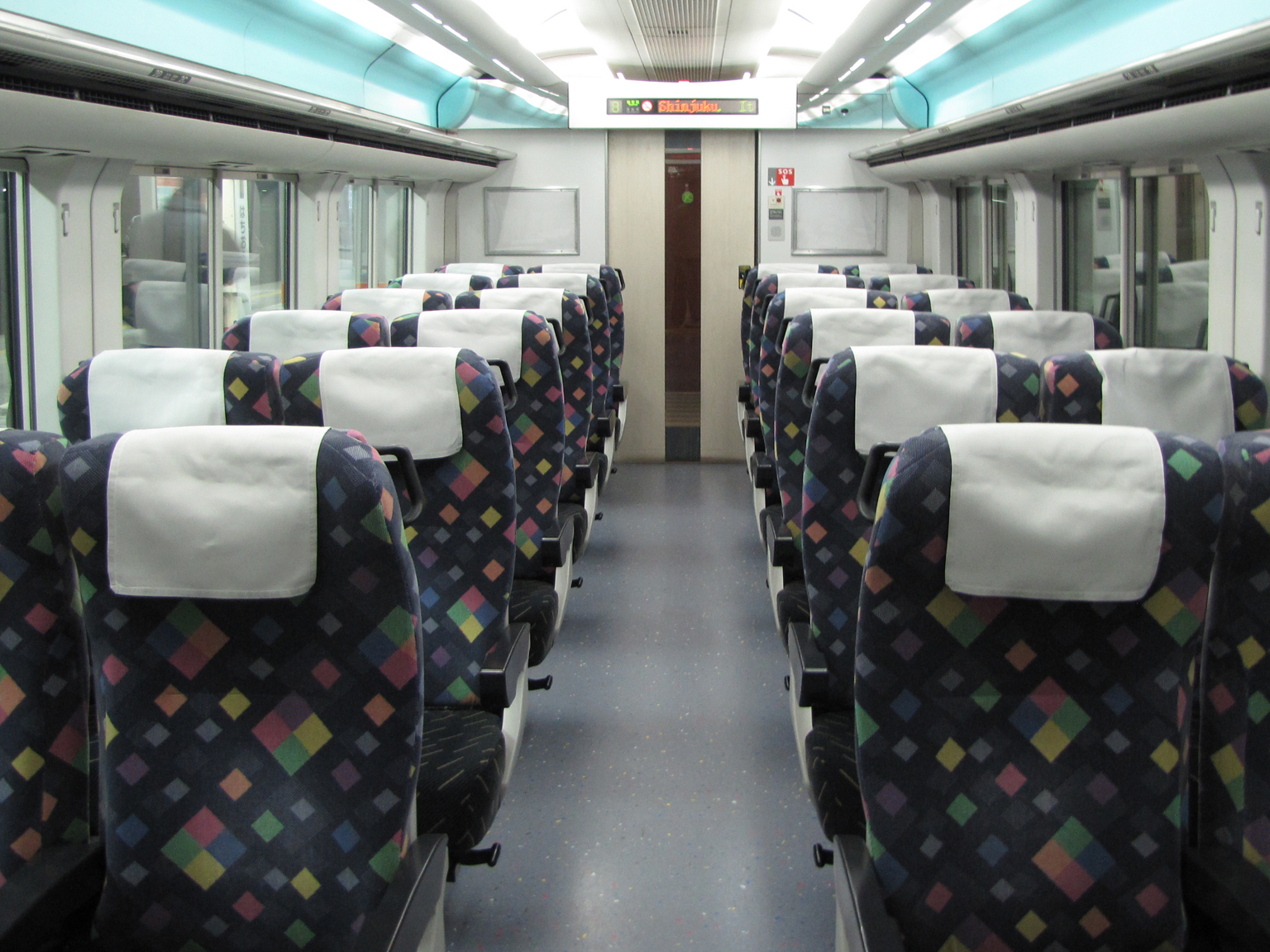
普通車車内（0番台車輛 8号車）
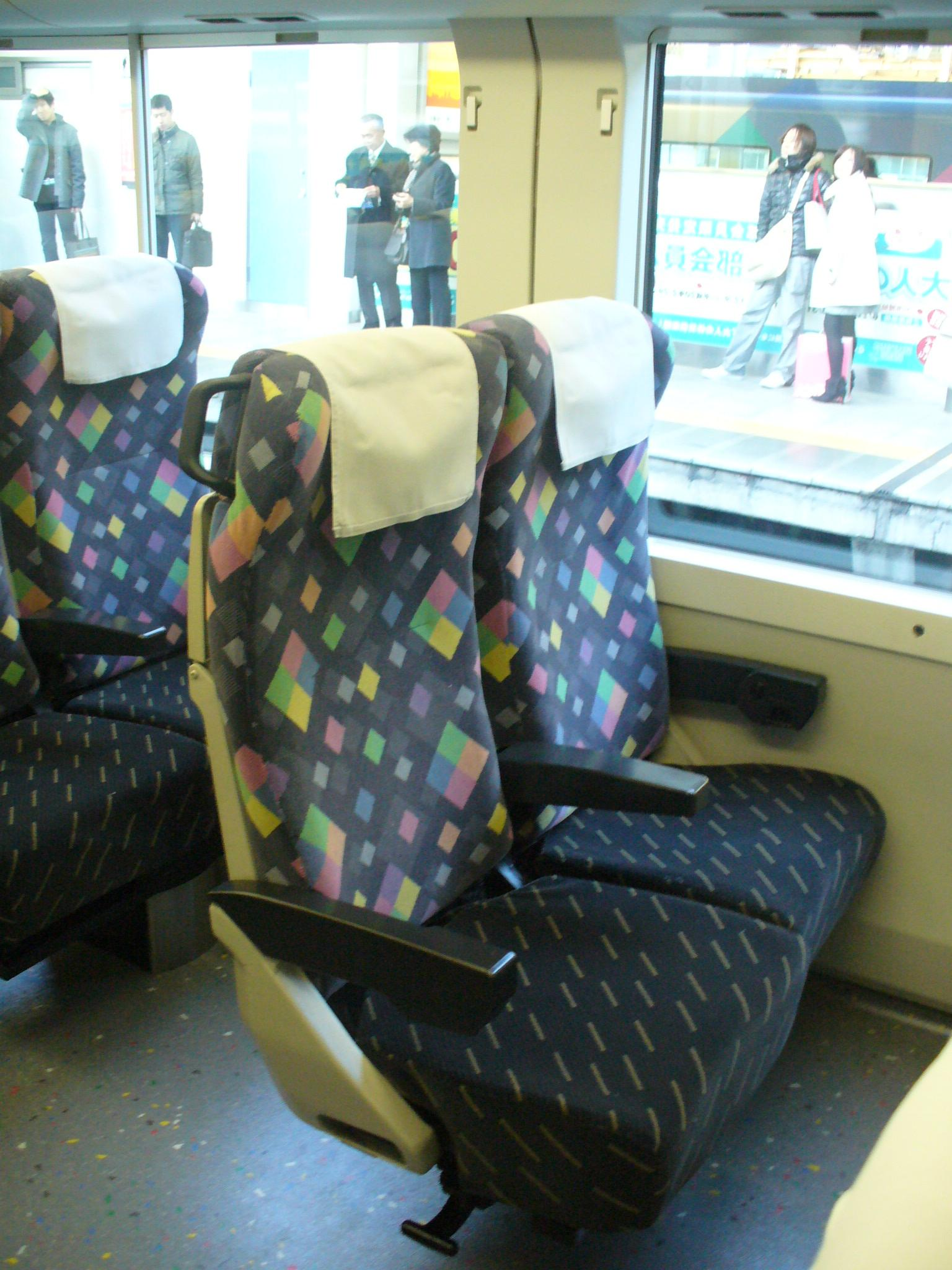
普通車座位
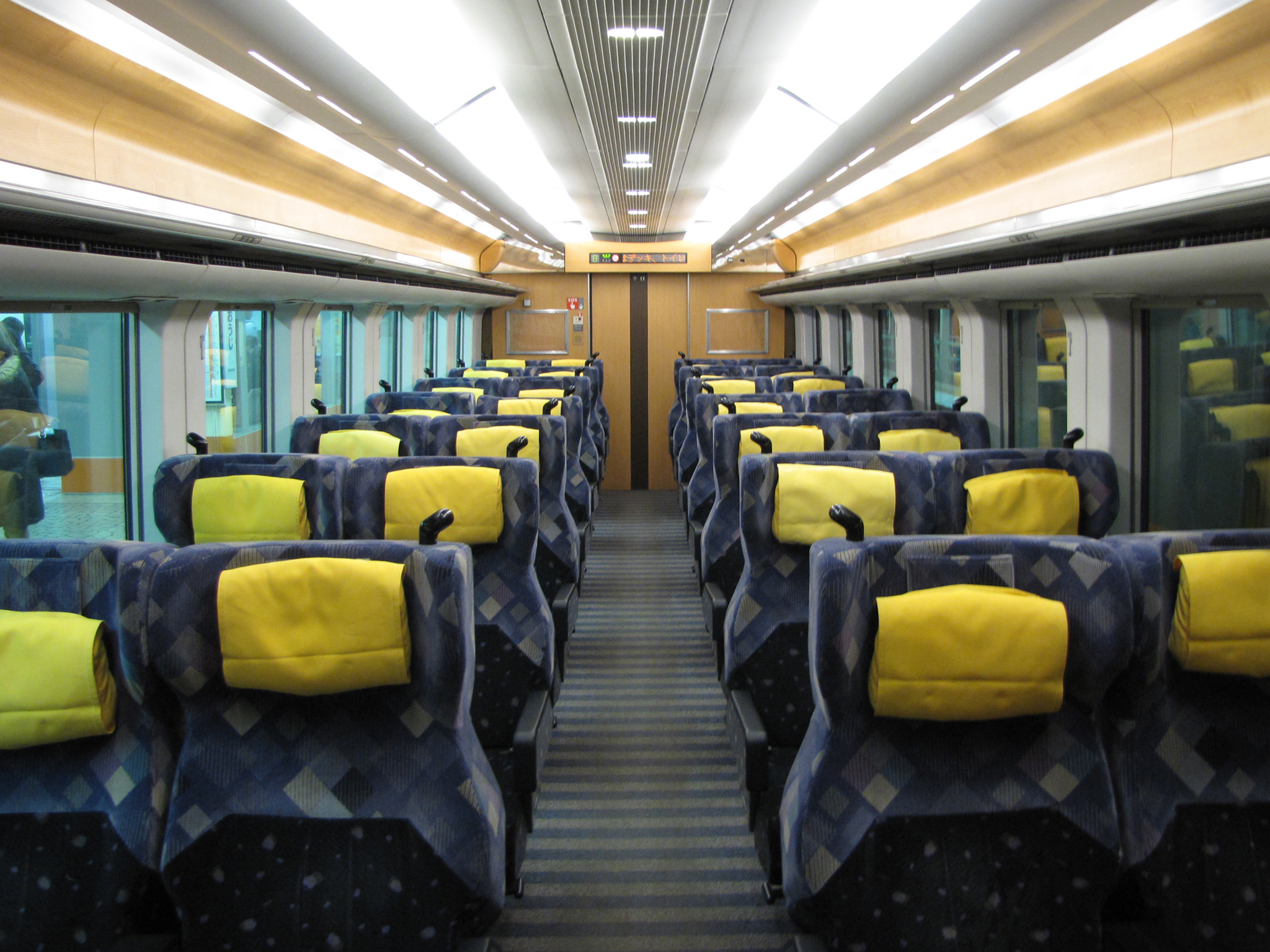
綠色車廂車内（0番台車輛）
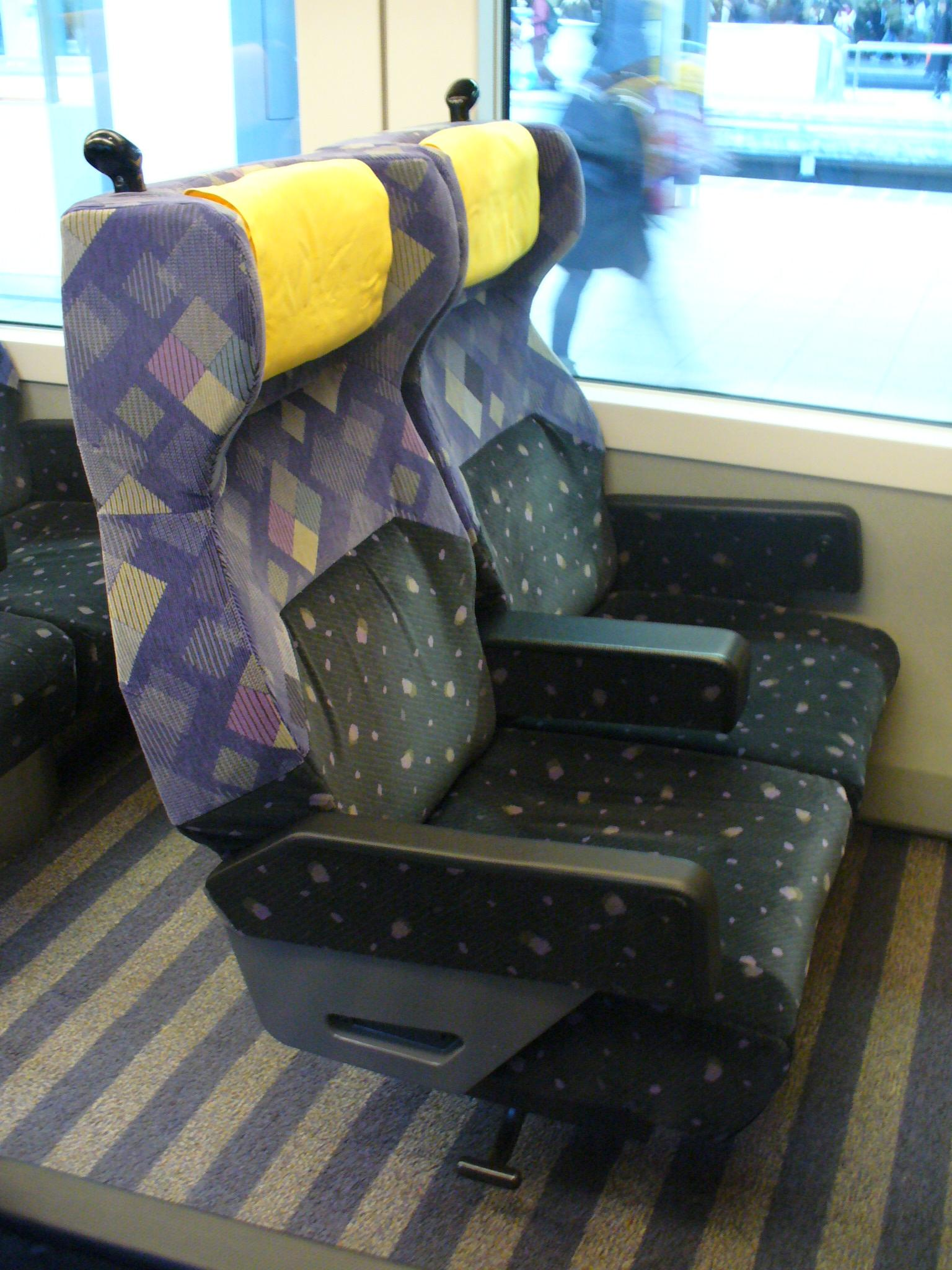
綠色車廂座位
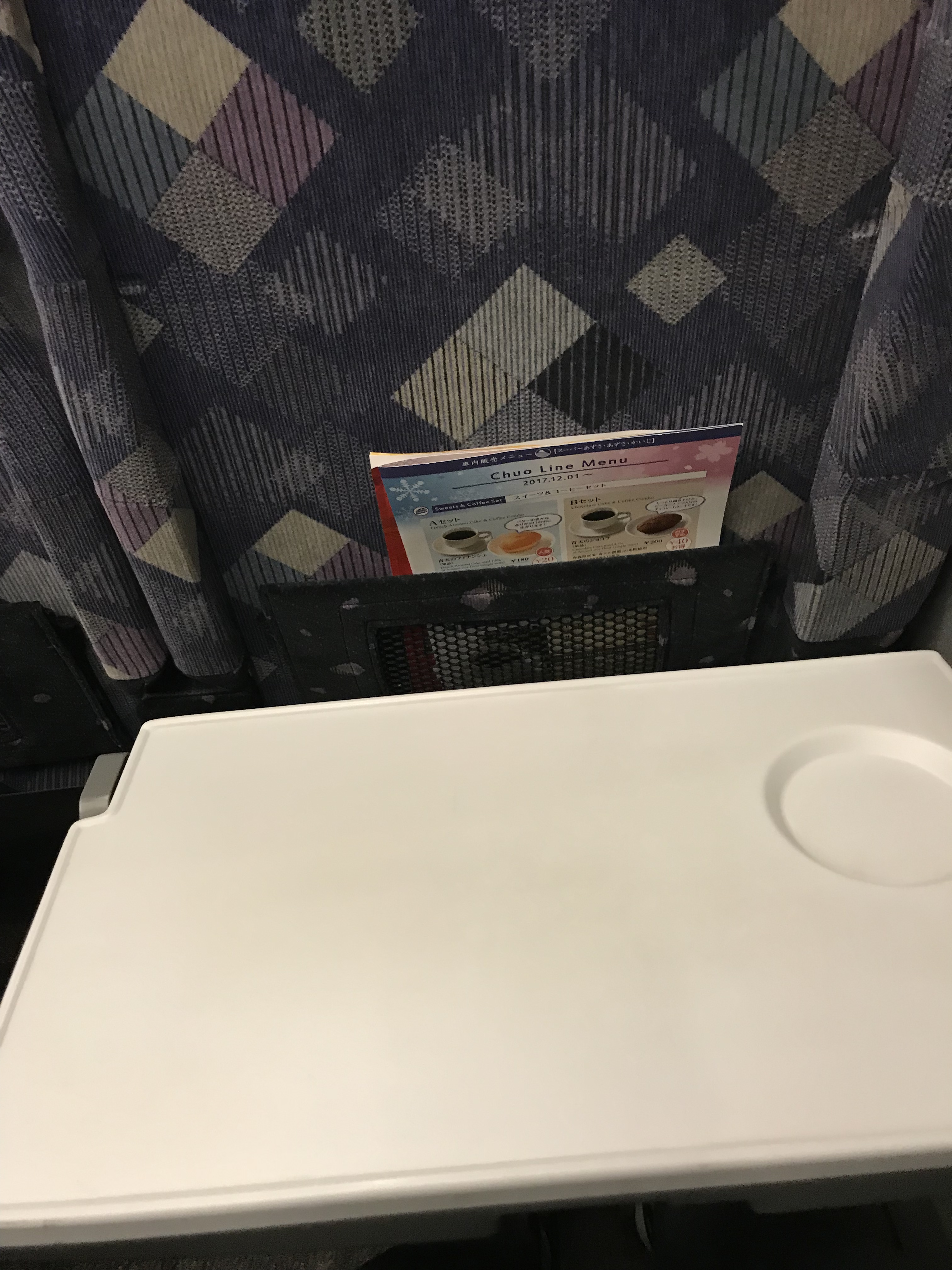
綠色車廂桌子
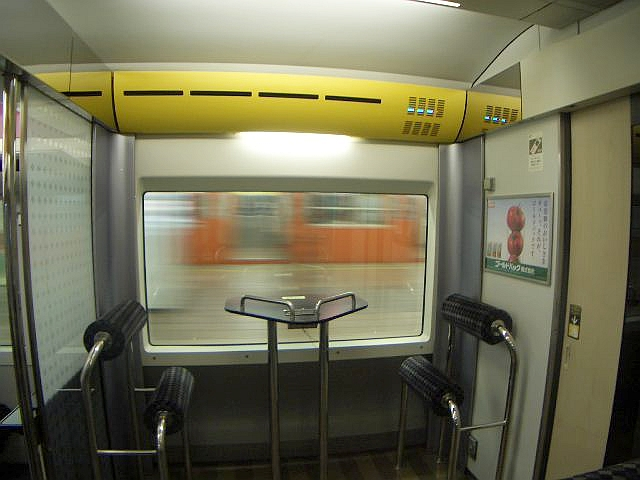
モハE257形100番台（9号車）新宿方向車端設置的無障礙空間[註 2]

#### 型式
- E257型（1~5）：可變電壓可變頻控制器、集電弓搭載的駕駛艙動車。載客量68名。簡易駕駛艙配備在松本方向，並搭載電氣笛。有關駕駛艙沒需要長距離的運轉，但是儀表和開關等設備依然使用與其他駕駛艙相同的樣式。在附屬編組中，為2号車廂。車節號碼表示圖案為「高尾山的紅葉」。

- モハE257型0番台（1~16）：裝載了VVVF逆變器裝置和集電弓的中間電動車，載客量72名。モハE256型式0番台構成單元，在基本編組中，為4號車廂。車節號碼表示的圖案是「甲州市的葡萄」。

- モハE257型100番台（101~116）：裝載VVVF逆變器裝置和集電弓的中間電動車，載客量64名。モハE256型式100番台構成單元，在基本編組中，為9號車廂。顯示車節號碼的插圖是「信州的蘋果」。

- モハE257型1000番台（1001~1016）：基本與モハE257型0番台相同。本形和クモハE257型是1C4M運行方式唯一的電動車。在基本編組中，為6號車廂。顯示車節號碼的插圖是「諏訪湖祭湖上花火大會」。

- モハE256型0番台（1~16）：配備輔助電源用210kVA靜止型反用換流器 (SIV) 搭載中間電動車，載客量64名。松本方車配置洗手間、洗臉間、公眾電話、飲料自動販賣機[7]。構成モハE257型0番台構成單元，在基本編組中，為5号車廂。顯示車節號碼的插圖是「甲府市的桃」。

- モハE256型100番台（101~116）：基本與E256型0番台相同。モハE257型100番台的構成單元，在基本編組中，為10号車廂。顯示車節號碼的插圖是「道祖神」。

- クハE257型0番台（1~5）：配備補助電源用110kVA SIV與螺旋槳式電動空氣壓縮機 (CP) 搭載的駕駛艙車，載客量52名。松本方向車尾配備洗手間與洗臉間。在附屬編組中，為1号車廂，顯示車節號碼的插圖是「新宿的摩天大廈」。

- クハE257型100番台（101~116）：搭載CP的駕駛艙車，載客量52名。洗手間與洗臉間配置在松本方的車尾。在基本編組中，為3号車廂。顯示車節號碼的插圖是「富士山」。

- クハE256型（1~16）：搭載CP的駕駛艙車，載客量64名。在基本編組中，為11号車廂。顯示車節號碼的插圖是「白馬村的滑雪場」。

- サハE257型（1~16）：搭載CP的無動力拖車，載客量54名。車門側有兩個輪椅泊位，而傷健人士洗手間與洗臉間配置在松本方的車尾。具備小賣部與多用途室。在基本編組中，為7号車廂。沒有顯示車節號碼的插圖，但是顯示了輪椅的圖案，示意可供輪椅使用者搭乘。

- サロハE257型（1~16）：綠色車廂（優等車）、普通車廂二合一的拖車，在基本編組中，為8号車廂。定員：綠色車廂28名、普通車廂24名。車門側有車掌室與商務室、洗手間與洗臉間配置在松本方的車尾。顯示車節號碼的插圖是「松本城」。

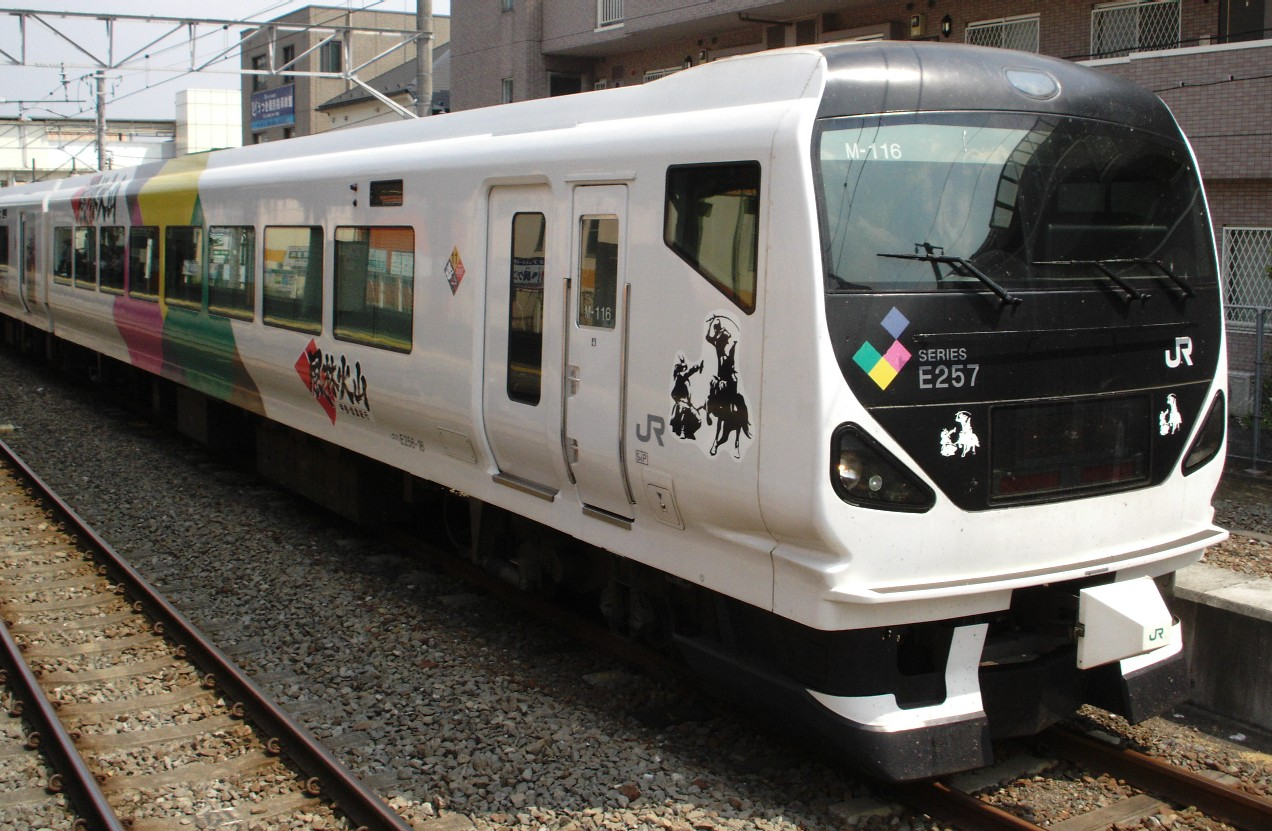
クハE256型
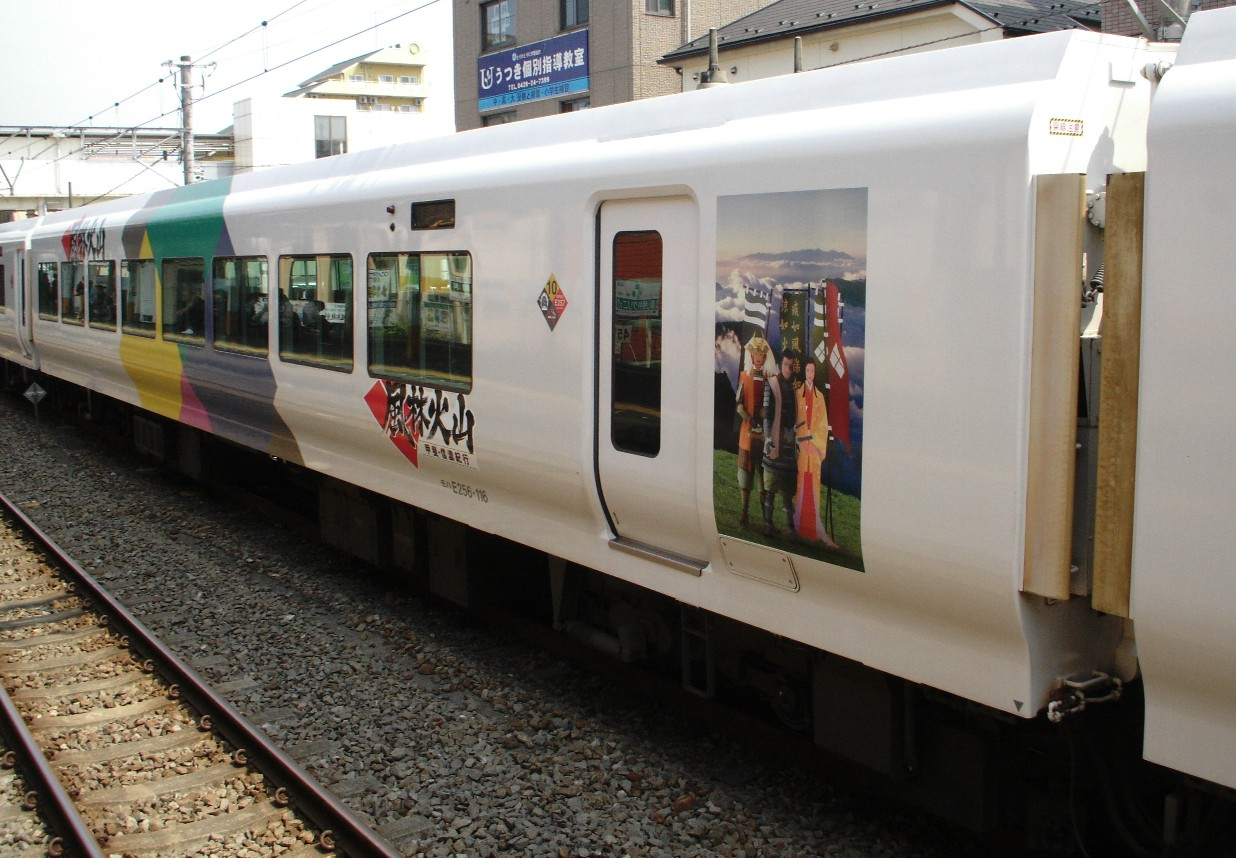
モハE256型100番台
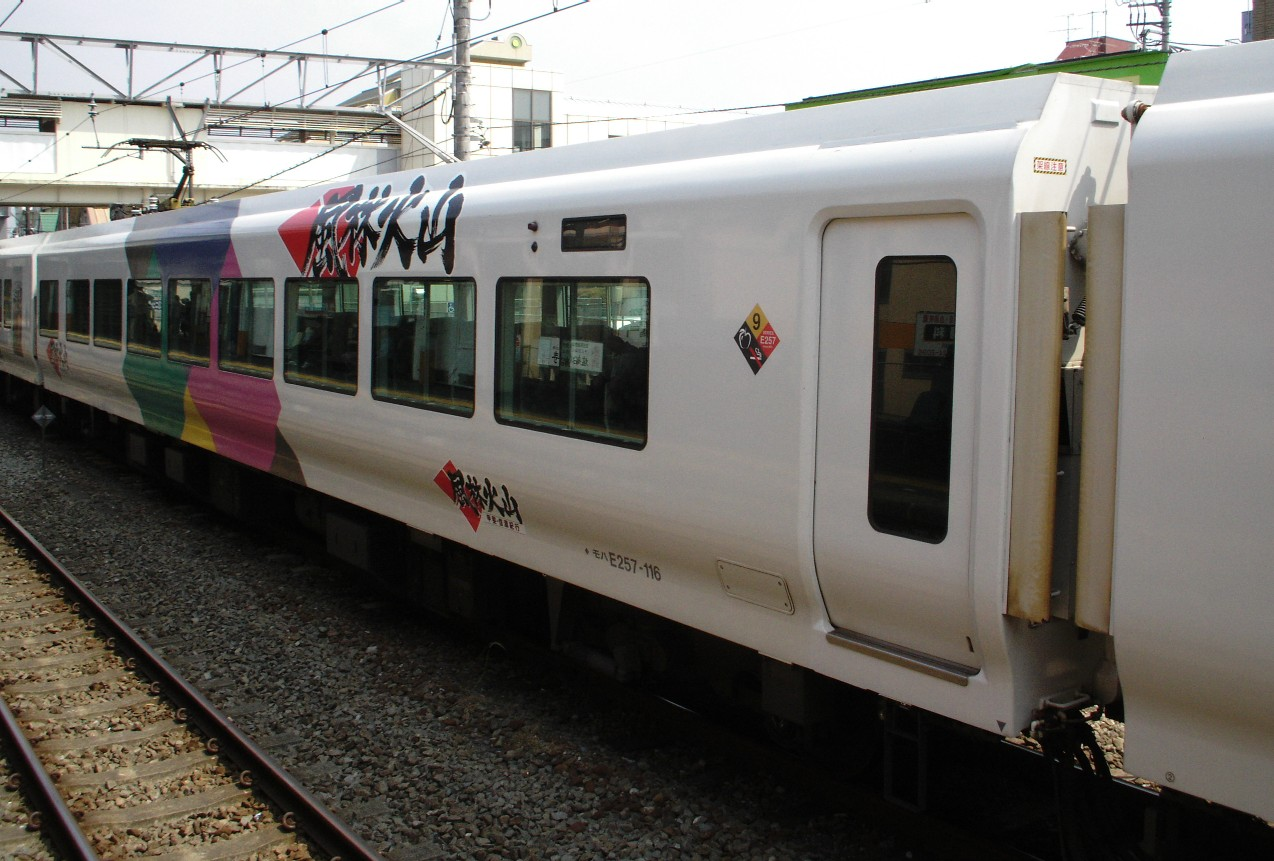
モハE257型100番台
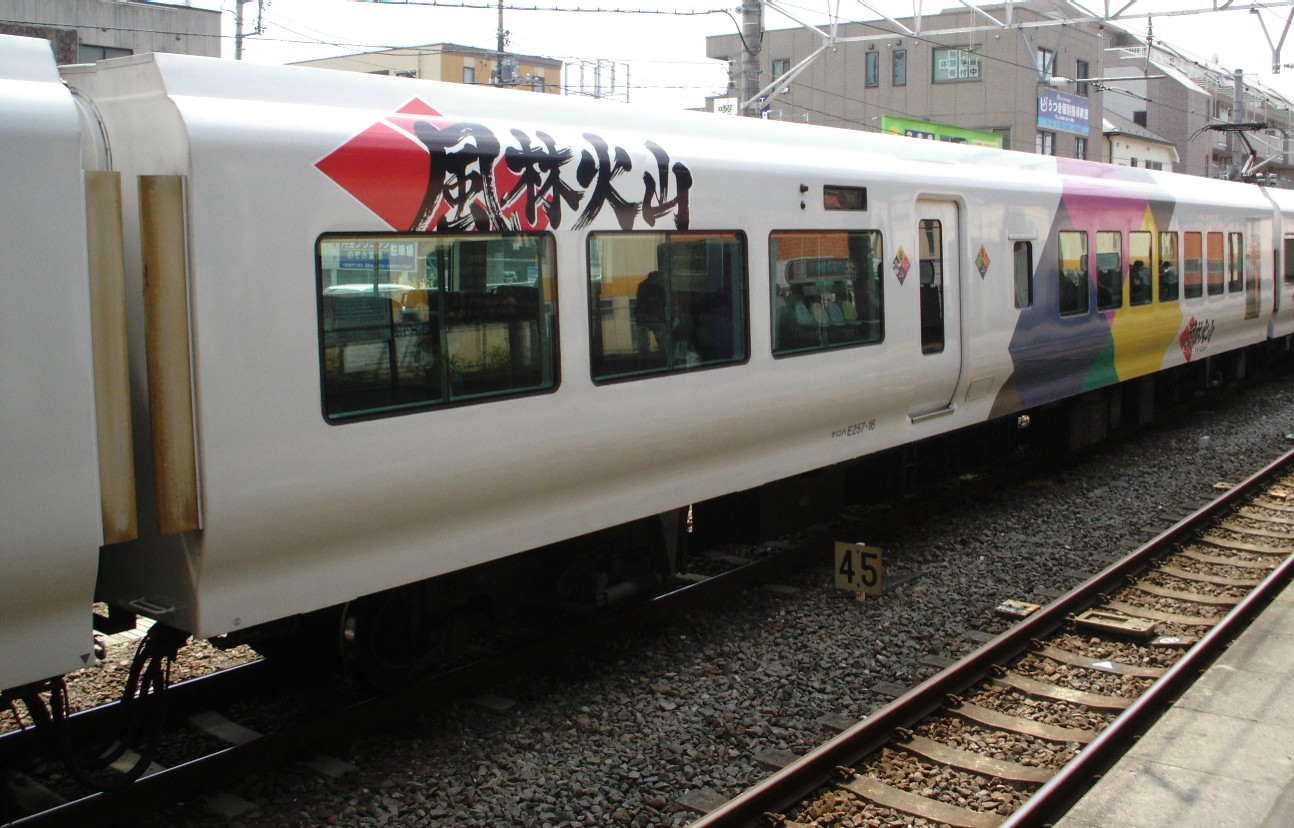
サロハE257型
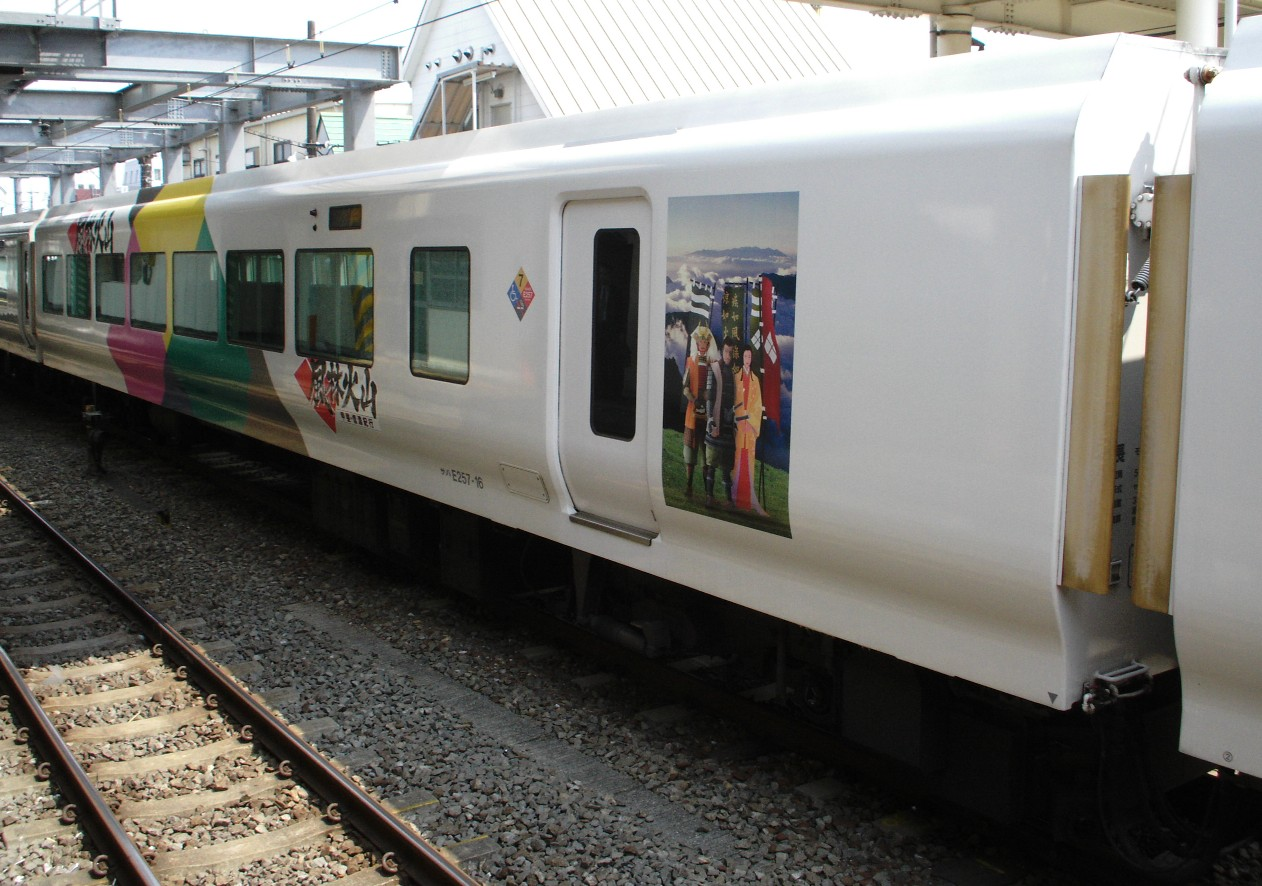
サハE257型
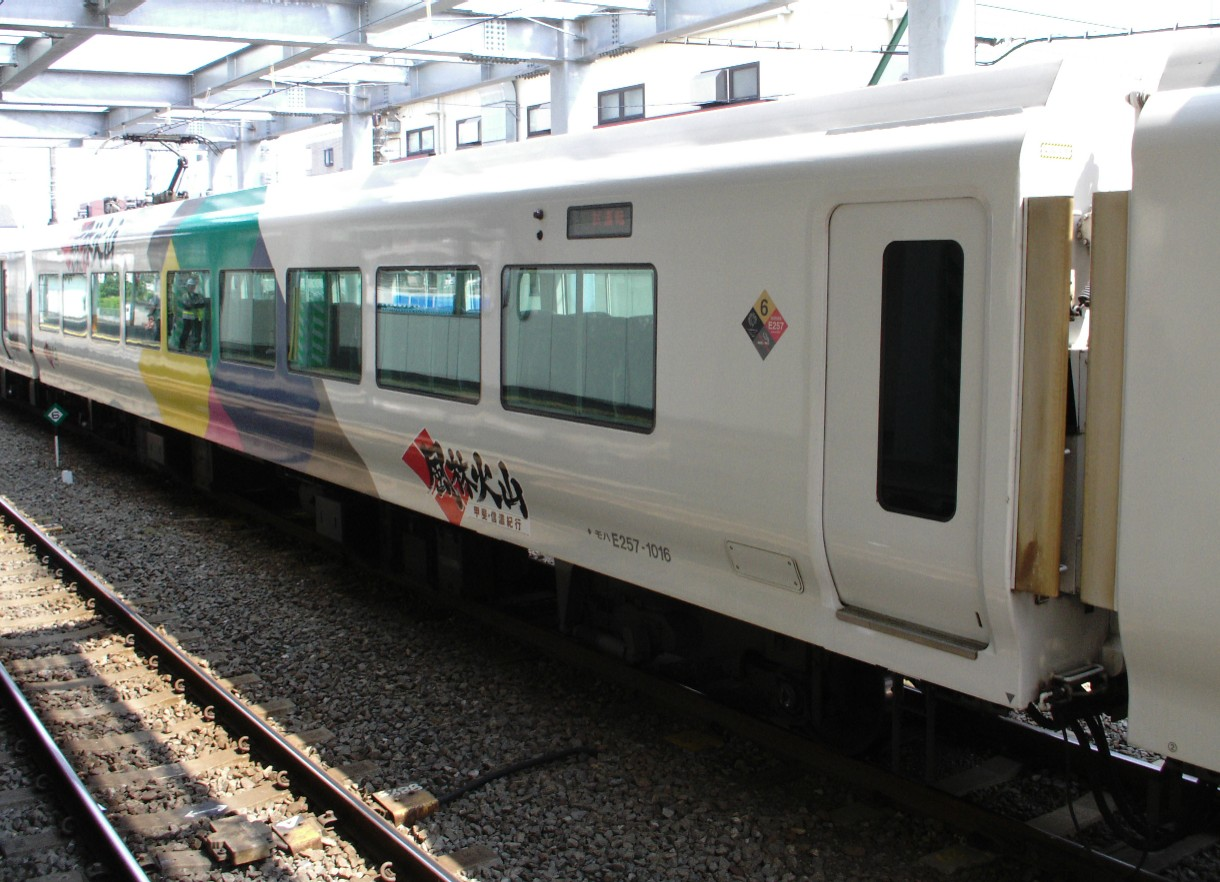
モハE257型1000番台
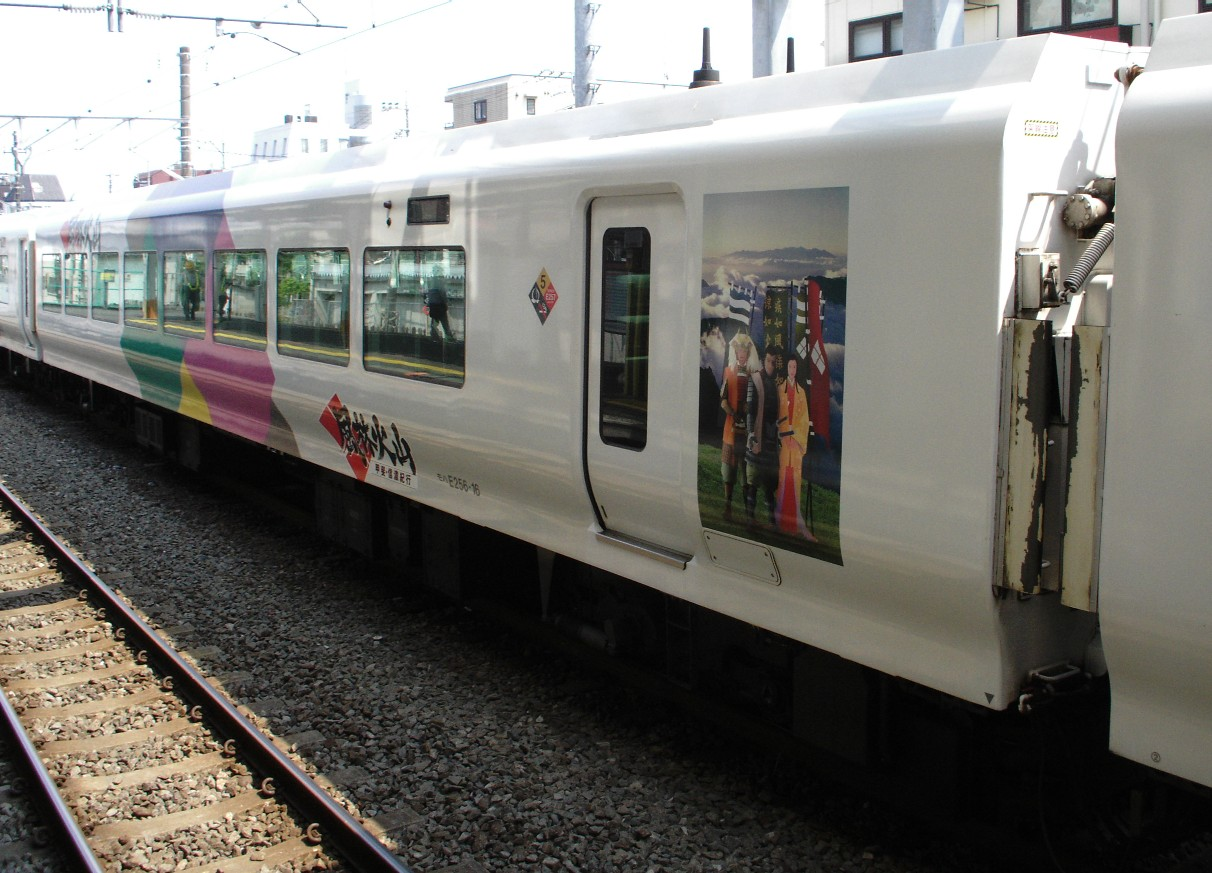
モハE256型0番台
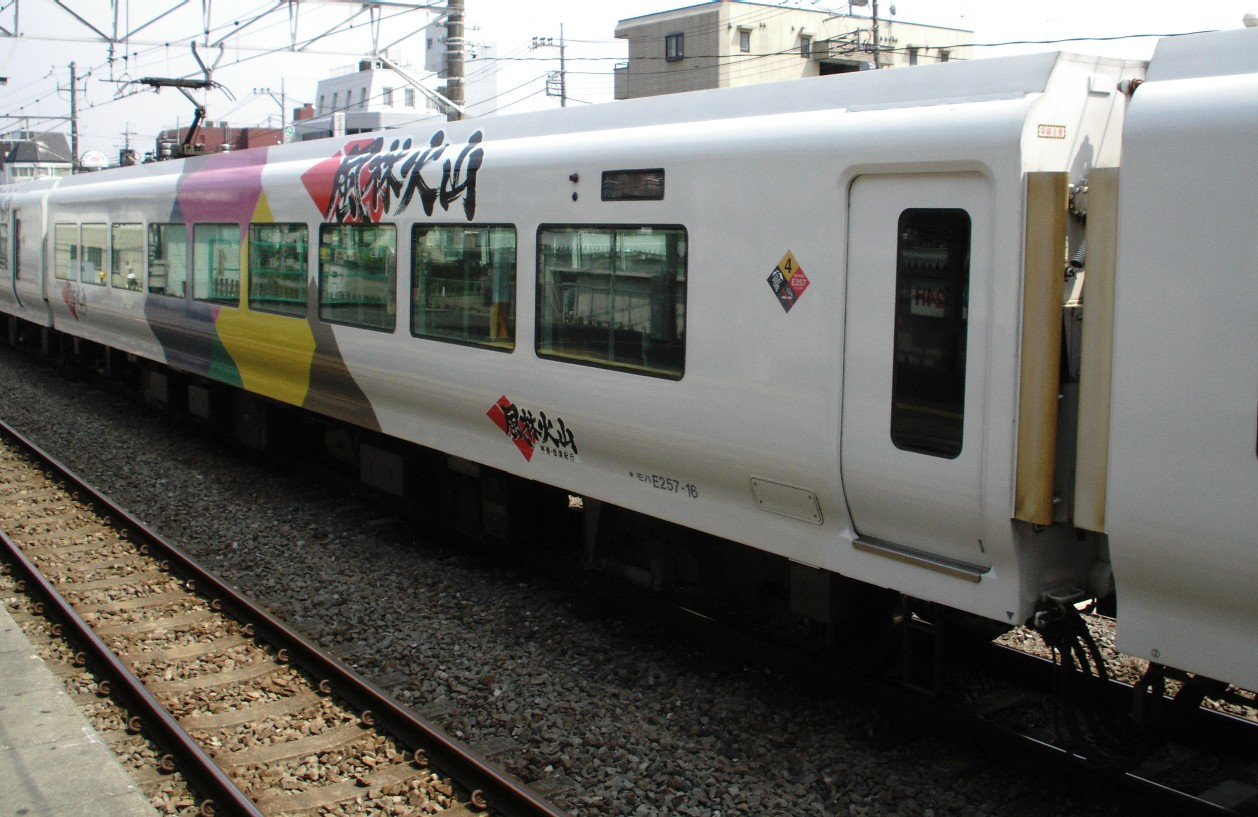
モハE257型0番台
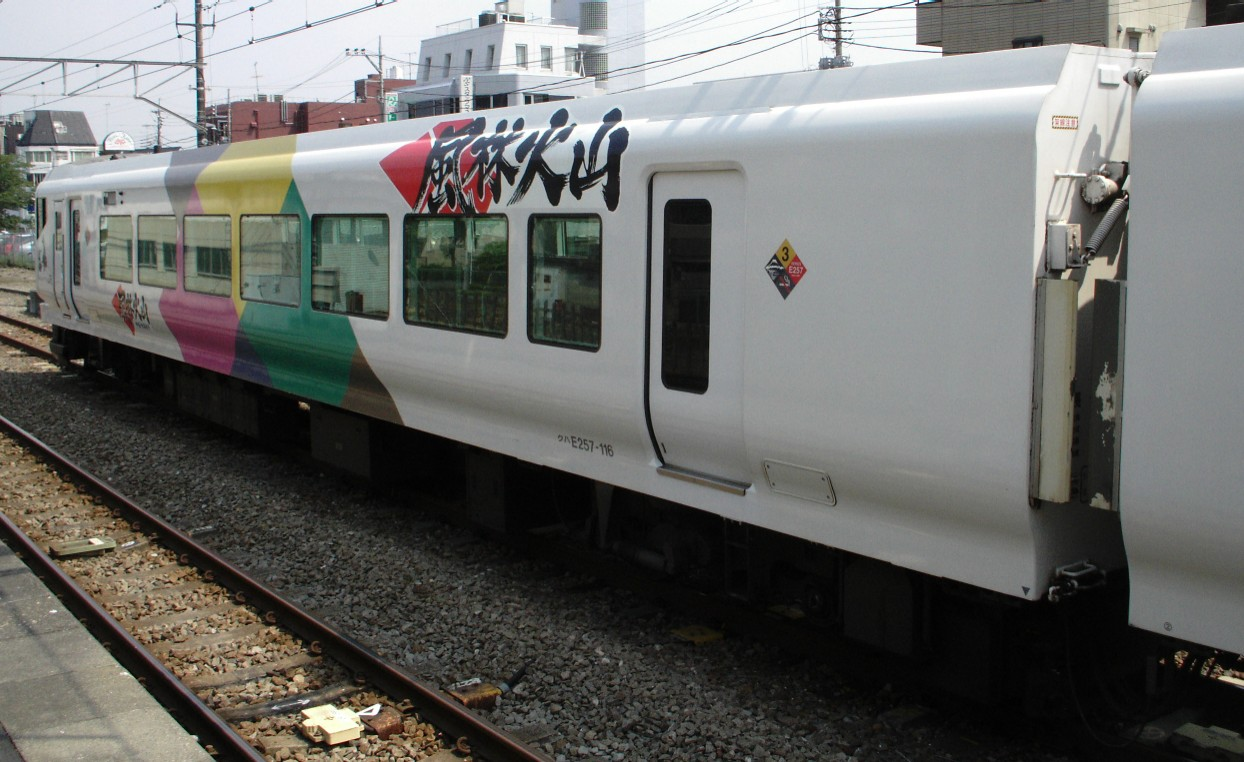
クハE257型100番台

編組
|          | ←甲府・松本・南小谷方向新宿・東京・千葉方向→ |                |                |                |              |                 |              |              |                |                |              |
| 基本編成 | 基本編成                                     | 基本編成       | 基本編成       | 基本編成       | 基本編成     | 基本編成        | 基本編成     | 基本編成     | 付属編成       | 付属編成       |              |
| 車號     | 11                                           | 10             | 9              | 8              | 7            | 6               | 5            | 4            | 3              | 2              | 1            |
| 形式     | クハ E256 -0                                 | モハ E256 -100 | モハ E257 -100 | サロハ E257 -0 | サハ E257 -0 | モハ E257 -1000 | モハ E256 -0 | モハ E257 -0 | クハ E257 -100 | クモハ E257 -0 | クハ E257 -0 |

### 500番台

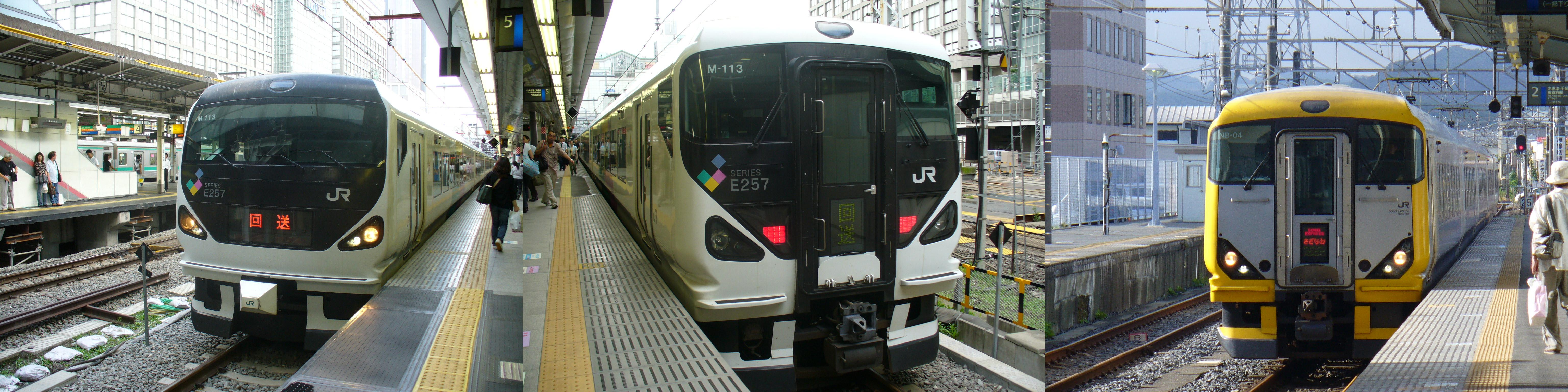
左側與中間是0番台、右側是500番台。500番台與0番台貫通車的設計相似，僅塗裝不同而已。

配置於幕張列車維修中心，使用於房總地區各線的特急列車，以取代日漸老化的183系、189系。2004年10月16日的列車時刻改正時開始投入服務。這批列車與0番台同樣由日立製作所、近畿車輛、東急車輛製造三間公司製造。
列車的構造與0番台基本相同，但是一部分的車內設備與配備的機器有所不同，所以就編作500番台以做區別。普通車的編組是一輛5節、因為考量到通過的隧道區間比較多，斜度的變化比較大，故採用3M2T編組。考慮到分離與合併運行、東京方向與銚子車站、安房鴨川車站方向的先頭車都採用貫通構造設計。
500番台配備了與0番台不同的可變電壓可變頻控制器，故磁勵音也不同，也沒有採用純電氣煞車系統。
車体色是與255系相同的房總特急，以白色和「夏之海」配色為主，車側的窗下面的藍色■（深海太平洋），而車門與正面使用了黃色■（明亮的陽光與房總地區的開花菜花）為主色。車門的一側塗上了抽象的圖案（為「boso」的「b」與幕張新都心近代的直線建築物的模樣）為房總半島用的E257系的塗裝。
2007年，幕張列車維修中心共有19列5節編組的E257系。
2004年10月16日的列車時刻改正，使E257系於內房線特急「漣」號列車與外房線特急「若潮」號列車行駛，2005年12月10日，總武本線特急「潮騷號列車」與成田-鹿島線特急「菖蒲號列車」改由E257系取代原本的183系、189系行走。
同時，一般早晨的鹿島線的一部分的普通列車和橫須賀線的「逗子早晨列車」、「逗子回家列車」使用E257系。2007年8月10日至8月19日，在新宿至成田機場車站間的臨時特快「成田特快」也使用E257系。
2018年3月17日，本車系替換掉原本在中央東線上運行「快速富士山」號(直通進入富士急行線)的189系。

#### 型式
- モハE257型500番台（501~519）：配備可變電壓可變頻控制器與集電弓的中間動車，載客量72名。與モハE256型500番台構成相同，是第4 (9) 節車廂。

- モハE257型1500番台（1501~1519）：配備可變電壓可變頻控制器與集電弓的中間動車，載客量54名。車廂尾部有輪椅用空間2個，與東京側車尾部有身障人士用的洗手間和洗臉間，備有車內銷售準備室、多用途室。是第2 (7) 節車廂。

- モハE256型500番台（501~519）：配備可變電壓可變頻控制器與輔助電源用的210kVA SIV的中間動車，載客量64名。向東京方向的車尾部有洗手間、洗臉所、儲值卡式公共電話。與モハE257形500番台構成相同，是第3 (8) 節車廂。

- クハE257型500番台（501~519）：配備CP的駕駛室車，載客量52名。向東京方向的車尾部有洗手間、洗臉所。第一批車（501~510）曾經裝備空氣清淨機與臭氧除臭器以消除乘客吸菸所發出的臭味，但是因為後來禁煙而拆掉，而第二批車啟用時已經禁煙，所以沒有裝設這些設備。為可連結駕駛艙車，是第5 (10) 節車廂。

- クハE256型500番台（501~519）：輔助電源用210kVA SIV與CP搭載的駕駛艙車，載客量64名。是第1 (6) 節車廂。

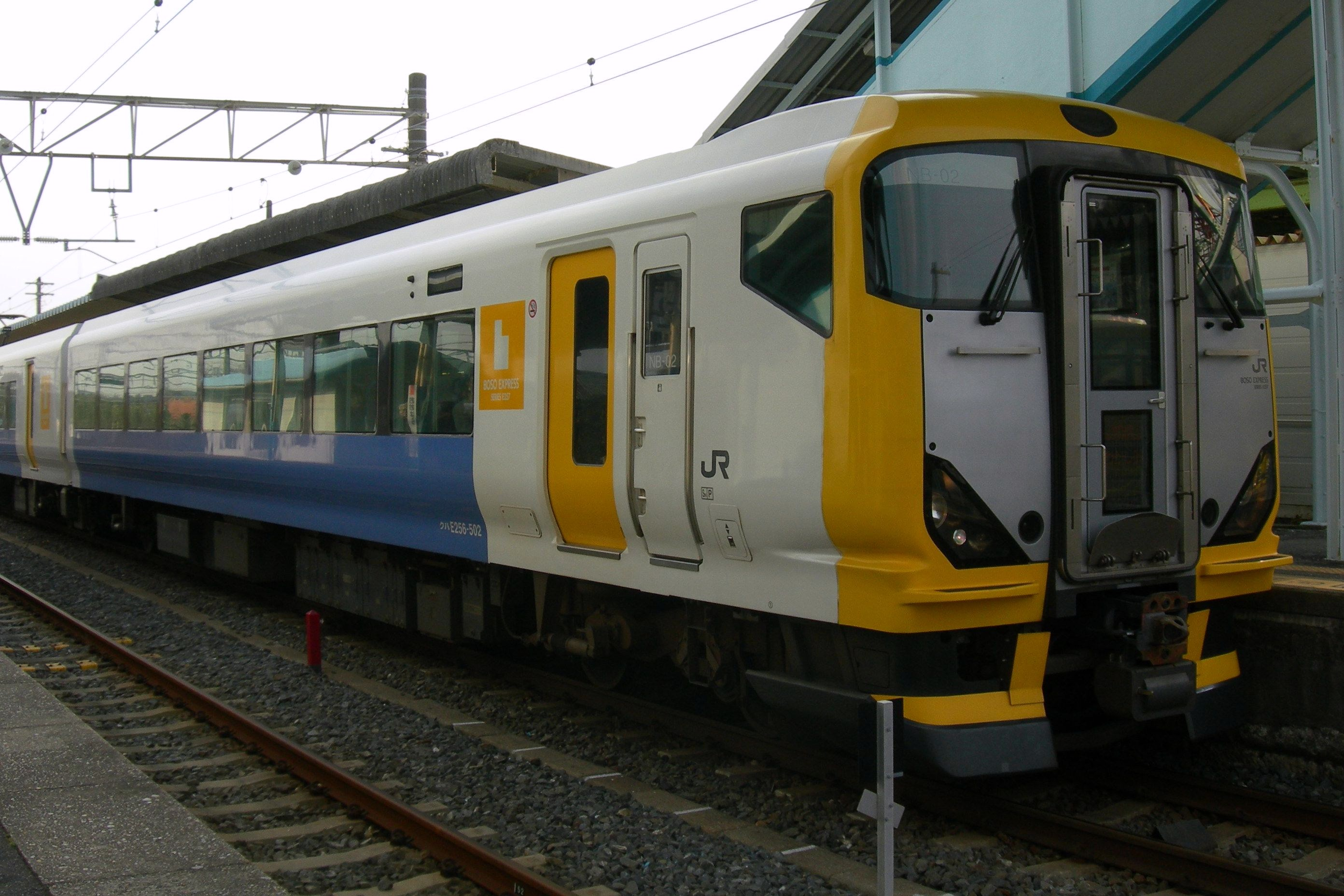
クハE256型500番台
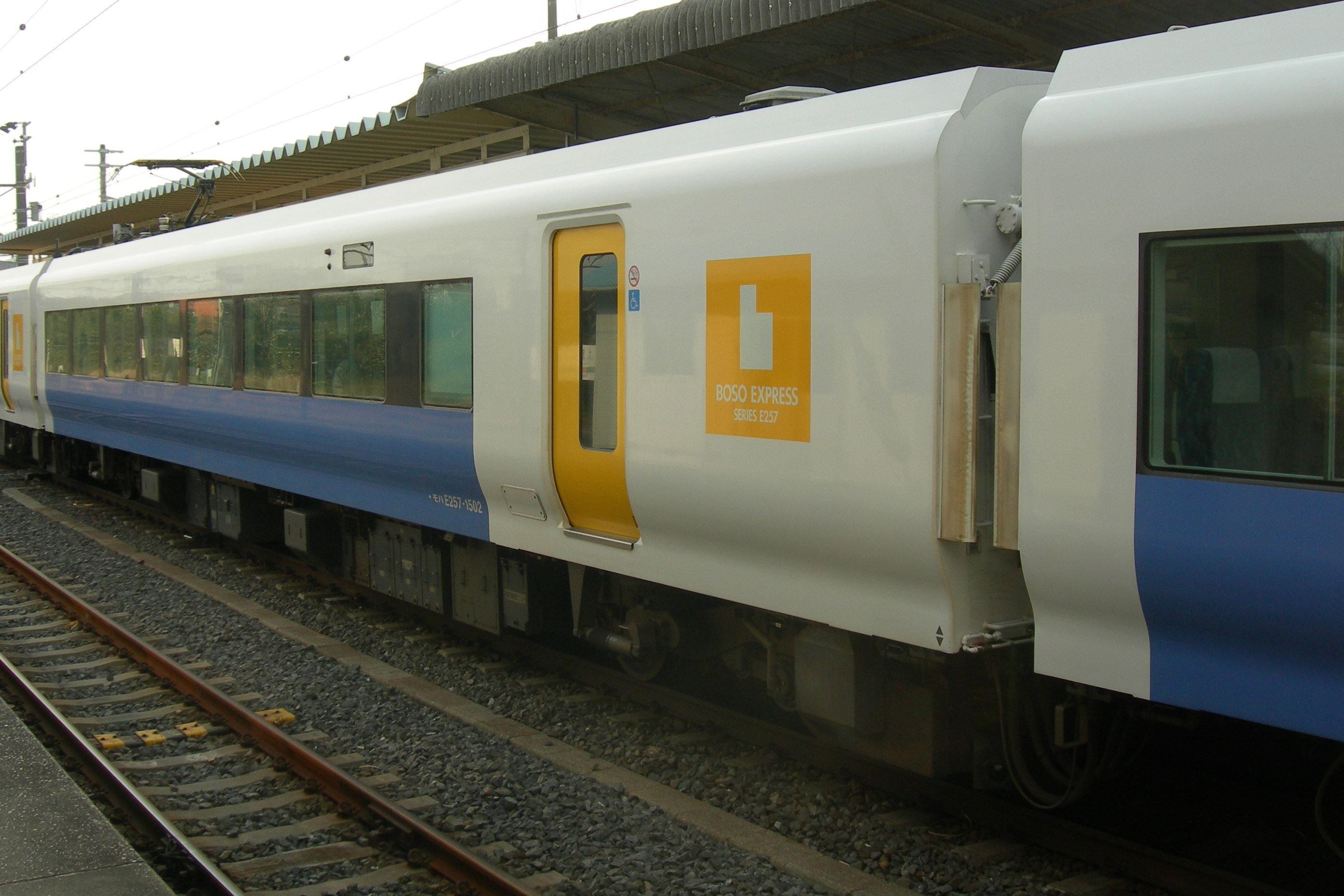
モハE257型1500番台
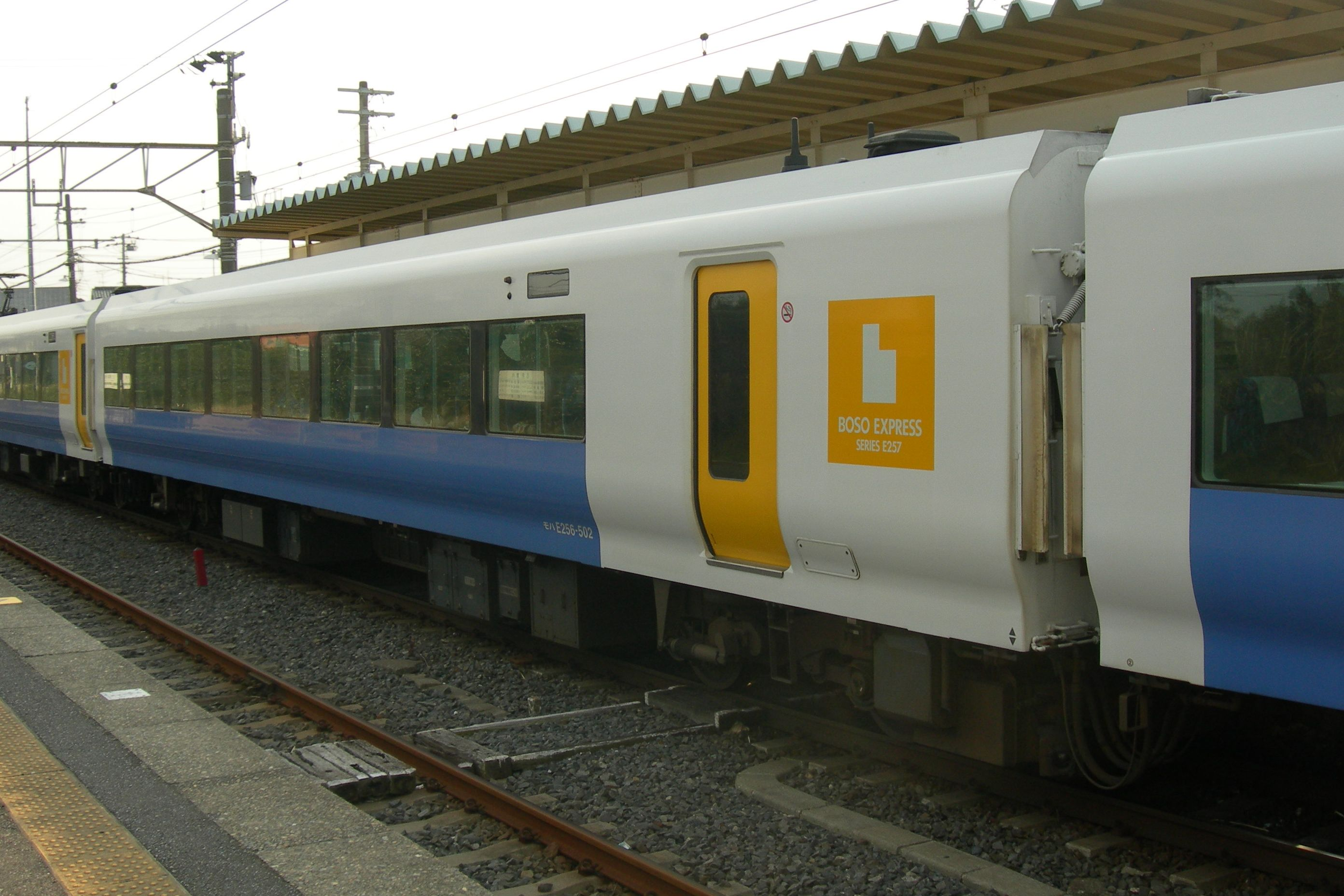
モハE256型500番台
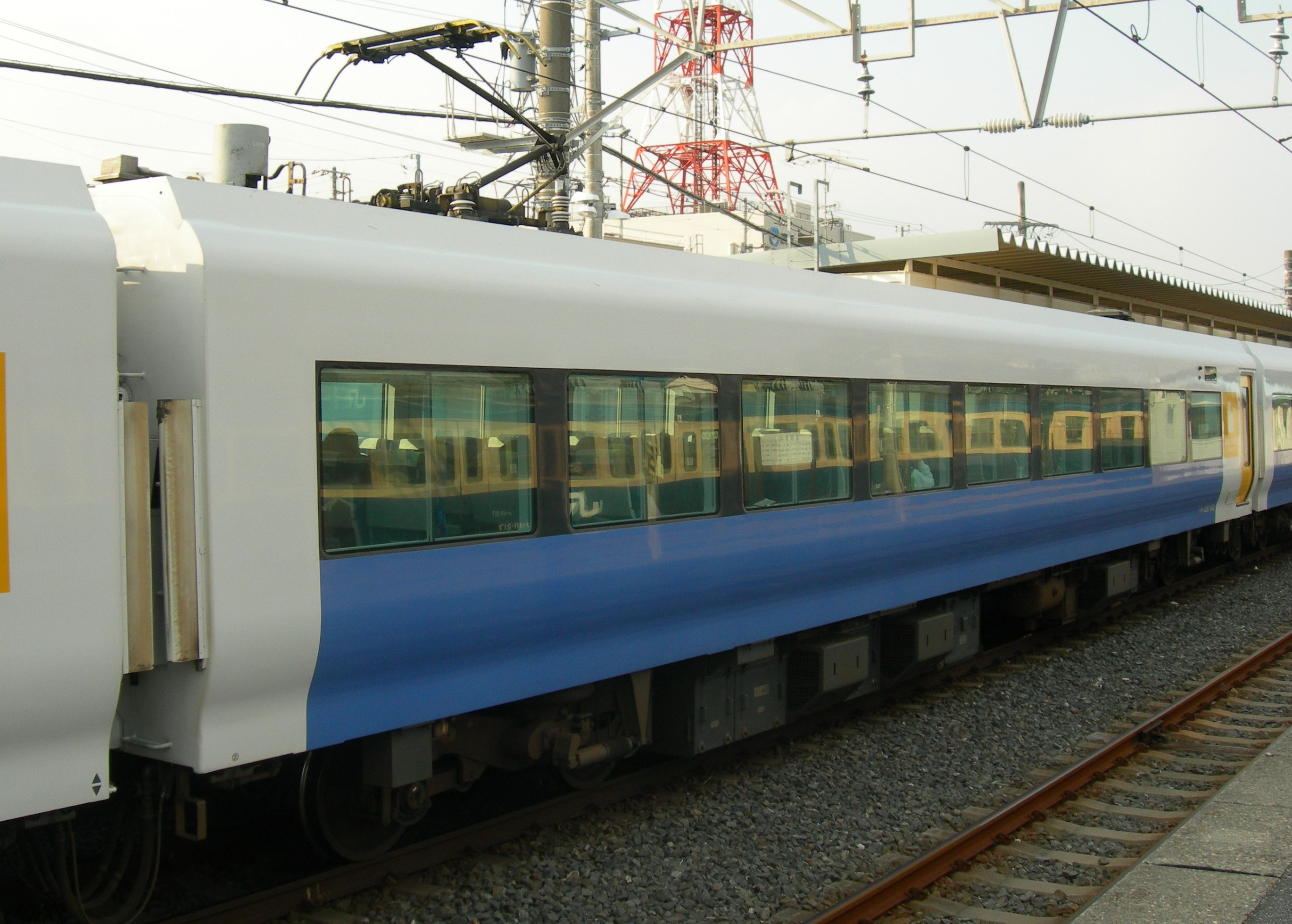
モハE257型500番台
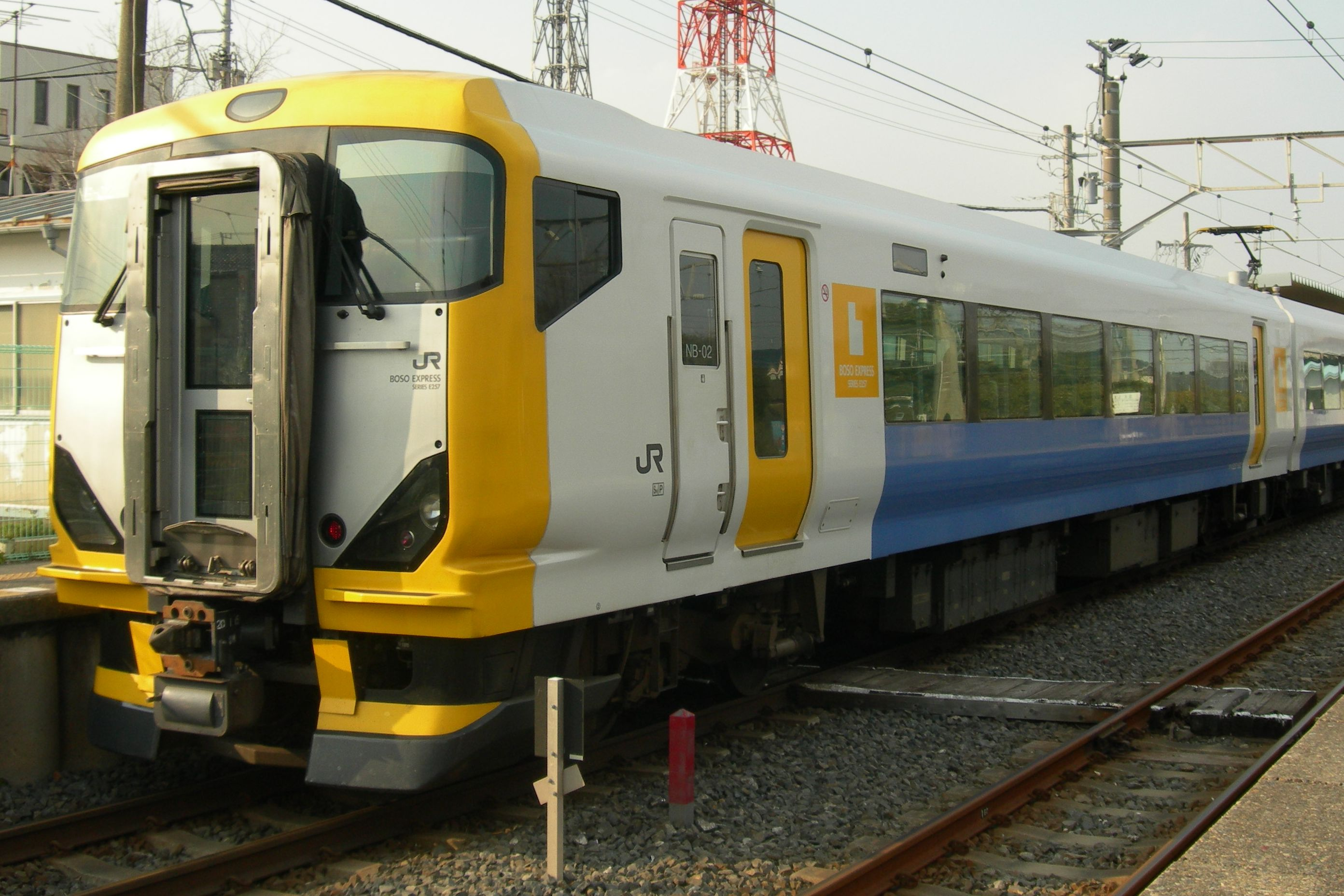
クハE257型500番台

### 2000番台・2500番台

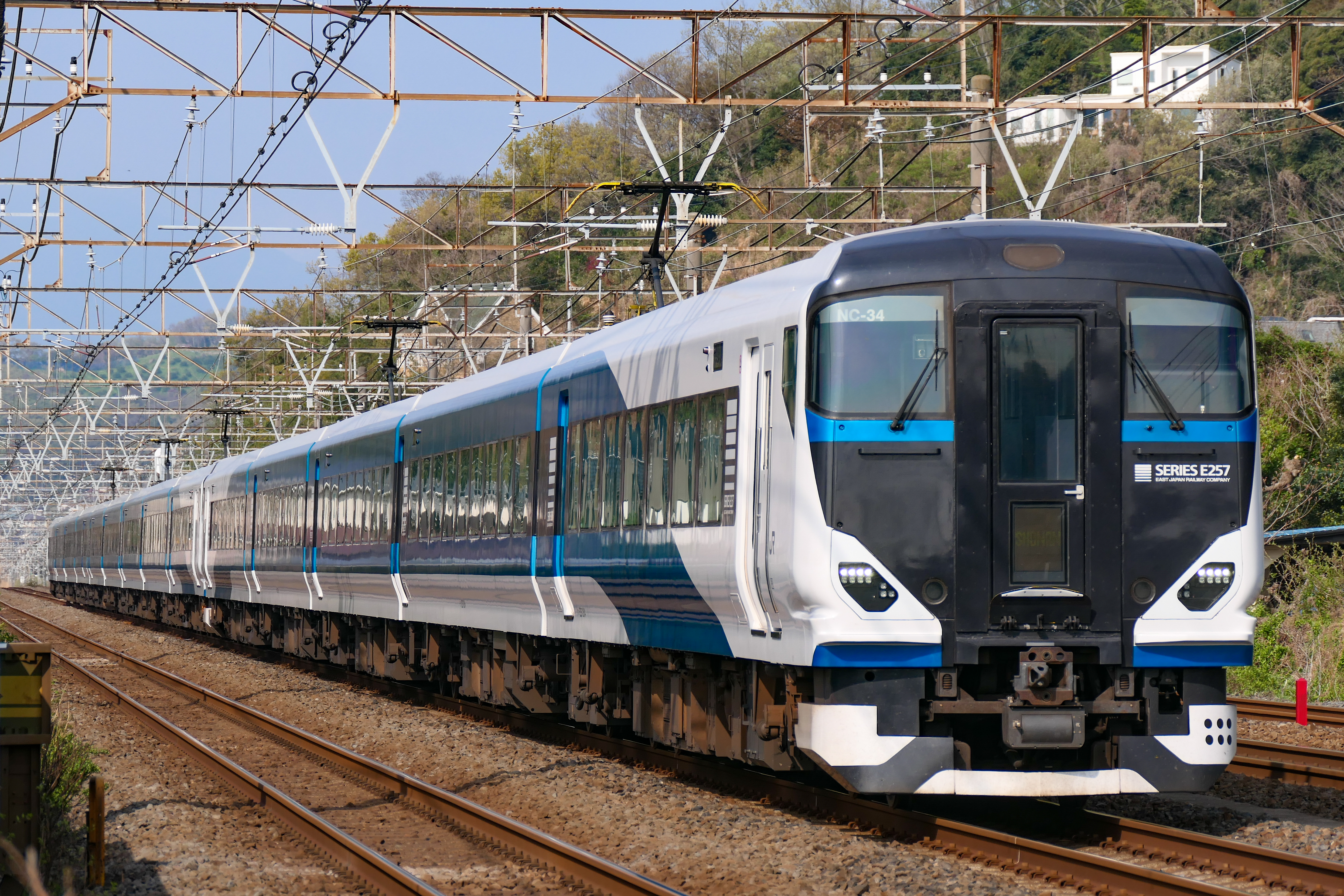
E257系2500番台「湘南號」

是中央快速線上運行的0番台和在房總地區運行的500番台的列車的改造版。2019年2月27日，M112編成在長野綜合車輛所進行了改造，成為1列9節的NA09編成，屬於大宮綜合車輛所。2019年4月、6月和8月各有1列於秋田綜合車輛所和長野綜合車輛所進行了改造。截至2019年10月1日，大宮總合車輛所共有4列9節列車（36輛）。
半綠色車廂的0番台已改為全車綠色車廂。
更新時，根據伊豆的天空和大海的顏色將設計更改為「半島藍」，在靠窗的座位上有電源插座，並在1和9號車上安裝了行李架。
此列車於2020年3月14日開始投入「踊子」特急列車，並將取代185系，2021年3月13日起所有踊子列車均由此列車行走，同年3月15日，開始行走新設的特急湘南。
2000番台
|      | ←伊豆急下田方向東京方向→ |                 |                 |                 |                 |                 |                 |                 |                 |
| 車號 | 1                        | 2               | 3               | 4               | 5               | 6               | 7               | 8               | 9               |
| 形式 | クハ E256 -2000          | モハ E256 -2100 | モハ E257 -2100 | サロ E257 -2000 | サハ E257 -2000 | モハ E257 -3000 | モハ E256 -2000 | モハ E257 -2000 | クハ E257 -2100 |

2500番台
|      | ←修善寺方向東京方向→ |                 |                 |                 |                 |
| 車號 | 10                   | 11              | 12              | 13              | 14              |
| 形式 | クハ E256 -2500      | モハ E257 -3500 | モハ E256 -2500 | モハ E257 -2500 | クハ E257 -2500 |

- 備註:2000番台與2500番台將於熱海執行連結作業，分別行駛伊豆急行線及伊豆箱根鐵道駿豆線開往伊豆急下田及修善寺。

### 5000番台・5500番台

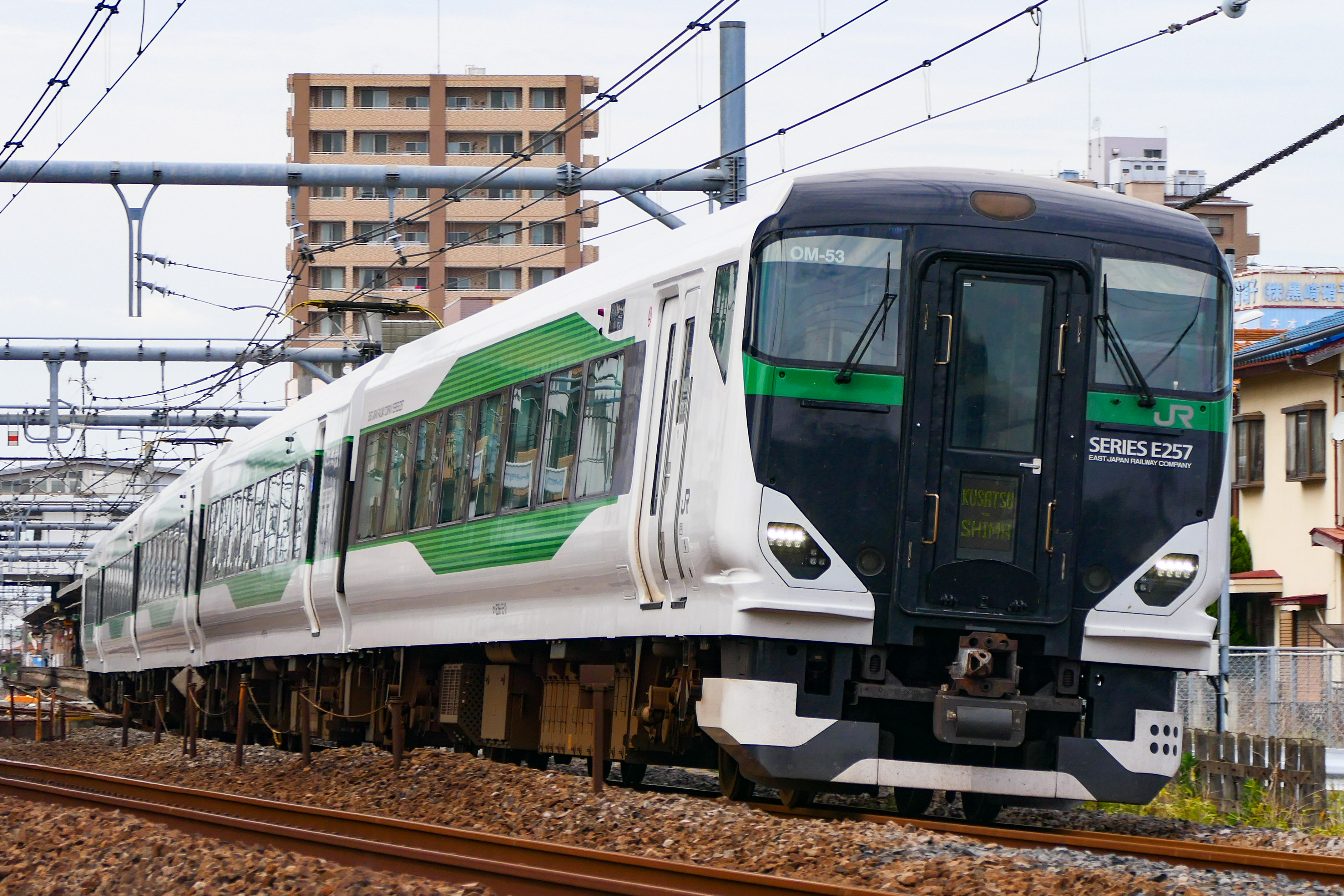
E257系5500番台「草津·四万號」

由0番台9節編成(M-105編成→OM-91編成)和500番台5節編成(NB-09編成→OM-52編成)改造而來，於2021年3~4月時分別在長野總合車輛所和秋田總合車輛所改造。配屬標記亦由「長モト」改為「宮オオ」，預計作為東海道本線波動、臨時用編組。
外觀採用綠色之新塗裝，和185系踊子號塗裝有異曲同工之處。
5000番台
|      | ←松本・熱海方向黒磯方向→ |                 |                 |                   |                 |                 |                 |                 |                 |
| 車號 | 1                        | 2               | 3               | 4                 | 5               | 6               | 7               | 8               | 9               |
| 形式 | クハ E256 -5000          | モハ E256 -5100 | モハ E257 -5100 | サロハ E257 -5000 | サハ E257 -5000 | モハ E257 -6000 | モハ E256 -5000 | モハ E257 -5000 | クハ E257 -5100 |

5500番台
|      | ←松本・熱海方向黒磯方向→ |                 |                 |                 |                 |
| 車號 | 1                        | 2               | 3               | 4               | 5               |
| 形式 | クハ E256 -5500          | モハ E257 -6500 | モハ E256 -5500 | モハ E257 -5500 | クハ E257 -5500 |

## 概説

### 機械裝置
E257系使用了與E231系相同的列車運行資訊系統（TIMS）。
0番台的主迴路配備日立製作所製的IGBT半導体可變壓變頻式控制器；而500番台的モハE257型1500番台是三菱電機製IPM，E257型500番台維持使用日立製作所製IGBT素子可變壓變頻控制器，以減低磁勵音問題。
モハE257型0、100、500番台裝載逆變器2組，而モハE256型、クモハE257型、モハE257型的1000、1500番台只裝載逆變器1組控制4或8台主電動機。主電動機為功率145kW的MT72A型三相誘導電動機（500番台是MT72B型）。
動力車的制動系統為再生制動和電動式空氣制動系統，拖車的基礎剎車裝置為煞車碟。制動系統根據TIMS的指令，而得到需要的減速度。再者，搭配了再生制動，是因為在列車密度低的路線煞車失效的頻率很低，很少需要用空氣制動，但考慮到環保，故安裝了再生制動用的剎車斬波器。
轉向架的車輪徑860mm，與E653系和E751系基本一樣（動車轉向架是DT64系，而拖車轉向架是TR249系）。
採用低斷面隧道用的單臂PS36型（0番台）、PS37型（500番台）集電弓，PS36型和PS37型有著兼容性。而警笛用了音樂警笛、預備用電警笛和AW2/5S形空氣警笛。

### 車身外形
車身是與E653系、E751系基本相同的鋁合金製雙層構造。因為0番台在大糸線、500番台的臨時列車在降雪區域運行，所以E257系採用耐寒耐雪構造。
車頭成為了與高駕駛室、非貫通構造的E653系和E751系的差異。E257系與E231系的外型相似。0番台有非貫通車頭與貫通車頭，貫通構造的クハE257型100番台擁有能連接其他車廂的裝置。另外、附屬編組的クモハE257型擁有簡易駕駛艙。500番台因為方便分離、合併運行，所以每一個車頭都是貫通構造、擁有車卡連結構造。
車頭燈是高強度氣體放電燈（HID），而車頂也裝了輔助燈。
非貫通構造的車頭裝配長方型發光二極體（LED）式的路線顯示器，而貫通型車頭的相同設備則為正方形。尾燈及側面方向顯示器也是LED式。
クハE257型擁有2道車門，而其他則只有一個；サロハE257型的車門在節的中央，以分隔頭等與普通等。車窗方面，闊度相等於2排座位，與E653系和E751系一樣；用的玻璃是能夠過濾紫外線的夾層玻璃。
為了使重心降低，空調系統被安裝在底盤下，車頂僅安裝集電弓。
貫通構造的クハE257型100番台與クハE256、257型500番台的獨特形狀，被鐵路迷稱為「昆蟲」、「鍬形蟲」。

### 車内
普通車廂的座位間隔為960mm，座椅能調校角度，而能作手動轉動，背面裝配了可打開的桌子、飲品架、網狀雜誌架。而輪椅用座位可透過兩側的通道轉動。
綠色車廂（頭等車廂）的座位間隔為1,160mm，是半室構造，橫向4椅子配置。配備腳墊、可動式枕頭，座位背面裝備桌子，但是E351系擁有的座椅電熱器，E257系就沒有。
車內的玻璃纖維強化塑膠和彩色面板座椅用得非常多。為防止多餘的開關，車門改為觸摸開關式。E351系有的大型行李放置架，本系列沒有設置。
LED式車內嚮導顯示器在車廂前後都有裝設。地板夾有橡膠，使車廂內的乘客感受的振動能減到最少，而頭等車廂舖了地氈。照明方面，頭等車廂與普通車廂是一樣的，都是間條式。
廁所配有馬桶、男性用小便器，全部為真空式，以便減少臭味。和上述一樣地，E257型、モハE257型1500番台的是輪椅對應。輪椅對應廁所擴大了入口幅度和室內尺寸，廁所門改為按鈕式的自動門。
モハE257型100番台（9號車廂）的新宿方面車尾曾設置吸煙室，不過，在2007年3月18日開始禁煙後，吸煙室停用。具有除臭功能的活性炭式空氣淨化機和附著的空調設備冷氣口與行李架造在一起，從下面吹出已淨化過的空氣。
車門徐徐地關閉的方式是特急型列車首次使用的，提高了手部被夾時的安全性。同時，安裝了方便視障人士的聲音開關廣播，車門開關時，會以一段女性的聲音廣播（「ドアが開きます」（車門開啟）、「ドアが閉まります」（車門關閉））。
駕駛台的主控制桿採用左手操作的單一操縱器式。駕駛室除了裝設TIMS用的顯示器以外，也裝設了顯示駕駛時刻表的小型顯示器。參考E217系和E231系近郊型對平交道事故的預防，在駕駛艙前後預留了很多空間。貫通型、非貫通型車頭的駕駛座位和車廂因用玻璃板分隔開，所以乘客能從車廂看到前方的景色。助手座位高度比駕駛座低了一些。駕駛室的遮光幕是電動式，而助手座位一側的小窗沒有簾子。在夜間，隧道內的景色從車廂前方也能看到。

## 車身廣告
NHK大河劇「風林火山」。
地方旅遊活動宣傳「未知を歩こう。信州」。

## 今後計畫

### 0番台
2019年3月16日時刻表改點起，中央本線的特急列車梓號及甲斐路號統一以E353系電聯車行駛，並廢止「超級梓號」，部分編組將在翻新之後，轉用於東海道本線與伊東線的特急「踊子(舞孃)」號。剩餘三列基本編組，將暫時配屬於松本車輛中心，做為臨時列車與團體包租列車使用，並常駐於大宮車輛中心東大宮中心，另外兩列附屬編組則暫未決定運用方式。至於已經改造的0番台，確定將為E257系2000番台。

### 500番台
2015年3月14日時刻表改點後，特急「漣」號、特急「若潮」號運行數減少，少部分閒置車輛運用未定，其中4列將轉配大宮車輛中心東大宮中心，並改造與2000番台相同塗裝，成為E257系2500番台，運用於東京-修善寺間特急「踊子(舞孃)」號，3列則用於富士回遊號(部分列車為E353系-3輛附屬編組運行)。

## 註解
1. ↑  M-105・M-107・ M-111編成以外
2. ↑  2007年3月17日前為吸煙區。

## 外部連結
- JR東日本車輌図鑑 E257系 あずさ・かいじ
- JR東日本車輌図鑑 E257系500番台 わかしお・さざなみ・しおさい・あやめ
- Ｅ２５７系特急型電車 （页面存档备份，存于）
- ＪＲ東日本　Ｅ２５７系 （页面存档备份，存于）
- E257系特急形直流電車 （页面存档备份，存于）
- ちょっとだけ途中下車：E257系・湘南ライナー
- 動く鉄道図鑑「E257系」 （页面存档备份，存于）
- E257系[永久]
- E257系-500番台 （页面存档备份，存于）
- masaのブログ：JR東日本　E257系
- Ｅ２５７系新型あずさ　公式試運転
- E257系特急さざなみ